# Scincella forbesora
Scincella forbesora är en ödleart som beskrevs av  Taylor 1937. Scincella forbesora ingår i släktet Scincella och familjen skinkar. Inga underarter finns listade i Catalogue of Life.